# An Egyptian Story
An Egyptian Story (en árabe: حدوتة مصرية‎) es una película dramática egipcia de 1982 dirigida por Youssef Chahine. Entró en la competición principal de la 39.ª edición del Festival de Cine de Venecia.

## Trama
La película es esencialmente una biografía ficticia de un cineasta realista radical, egocéntrico, fumador empedernido y muy nervioso llamado Yehia Choukry Mourad. Comienza con él sufriendo un infarto mientras dirigía una película. Está convencido de ir a Londres para recibir un diagnóstico y, posteriormente, un baipás coronario. El día antes de la operación pasa tiempo con su chófer. La película fue atrevida por implicar una atracción homosexual entre los dos hombres. La tensión homoerótica se creó mediante las miradas de complicidad que se intercambian entre Yehia y el taxista.
Una vez que Yehia es anestesiado, la acción cambia a un caso judicial surrealista y onírico que se lleva a cabo dentro de la propia cavidad torácica de Yehia (las vigas del techo de la sala del tribunal, por ejemplo, son las costillas de Yehia). El niño interior de Yehia está siendo juzgado: al no sentirse amado por el Yehia adulto, este niño está intentando matar a Yehia. El estrado del niño como testigo está formado por tubos de plástico transparente en los que deja caer cristales blancos, que simbolizan las arterias de Yehia y el colesterol que las asfixia. Mientras diferentes testigos hablan durante las caóticas escenas del tribunal, la película presenta diferentes flashbacks de la vida de Yehia, comenzando con el trato injusto que recibió por parte de un amargado maestro de escuela primaria católico.
Los flashbacks sitúan a Yehia en algunos momentos clave de la historia de Egipto: participar cuando era joven en disturbios contra las fuerzas británicas en Egipto; protagoniza y dirige una película que alude a la Estación de El Cairo de 1958; buscó infructuosamente la aprobación euroamericana para su trabajo en el Festival de Cine de Cannes y en Nueva York, pero ganó un premio en el Festival Internacional de Cine de Moscú inaugural; y realizar una película sobre la batalla de Argel (1956-1957), quizás en alusión a la película de 1966 La batalla de Argel. La película retrata a un Yehia anciano que se mete en problemas con los censores, pero insiste en continuar filmando su película prohibida, durante la cual sufre un infarto.

### Estilo
La película es en color, pero con frecuencia combina material de archivo, principalmente en blanco y negro, integrando a la fuerza una perspectiva documental sobre la historia egipcia. El personaje principal, Yehia, alude a menudo al Hamlet de Shakespeare. Yehia es el mismo personaje que aparece en la película Alexandria de 1979... ¿Por qué?. Si bien la narrativa del marco de la película y sus flashbacks están filmados de manera realista, el drama judicial dentro del cofre de Yehia es onírico y altamente simbólico.

## Elenco
- Nour El-Sherif – Yehia
- Ahmed Mehrez
- Mohamed Mounir
- Raga Hussein
- Seif El Dine
- Yousra -Amal
- Hanan - Nadia niño
- Leila Hamada – Nadia joven
- Magda El-Khatib – Nadia
- Ragaa El Geddawy
- Oussama Nadir – Yehia como niño
- Mohsen Mohieddin - Yehia como joven
- Soheir El Monasterli
- Andrew Dinwoodie
- Abdel Hadi Anwar